# Monte Aprazível (kommun)
Monte Aprazível är en kommun i Brasilien.   Den ligger i delstaten São Paulo, i den södra delen av landet, 600 km söder om huvudstaden Brasília. Antalet invånare är 21 748.
Följande samhällen finns i Monte Aprazível:
- Monte Aprazível

Omgivningarna runt Monte Aprazível är en mosaik av jordbruksmark och naturlig växtlighet. Runt Monte Aprazível är det ganska tätbefolkat, med 60 invånare per kvadratkilometer.